# Victor Plantevin
Pour les articles homonymes, voir Plantevin.
Victor Plantevin, né le 7 septembre 1900 à Burzet (Ardèche) et mort le 18 décembre 1983 à Aubenas (Ardèche), est un homme politique français.

## Biographie
Fils d'un chef d'entreprise du textile de l'Ardèche, par ailleurs propriétaire d'une exploitation agricole, Victor Plantevin entre dans l'entreprise familiale après son baccalauréat, et y fait toute sa carrière.
En 1929, il est élu maire de Burzet. L'année suivante, il entre au conseil général, élu dans le canton de Burzet. Il n'est alors membre d'aucun parti, mais défend des positions clairement conservatrice.
Aux débuts du régime de Vichy, Plantevin décide de démissionner de ses mandats pour manifester son désaccord avec les orientations liberticides et racistes du gouvernement. Il les retrouve cependant sans difficulté après la Libération.
En 1945, il adhère au Parti Républicain de la Liberté, et se présente, en position non éligible, sur la liste de Paul Ribeyre aux élections de la première constituante dans l'Ardèche.
Placé en deuxième position sur cette même liste en novembre 1946, il n'est cependant pas élu, car celle-ci perd un de ses deux sièges.
Il tente alors d'entrer au Conseil de la République, mais sa candidature n'est pas plus fructueuse en 1948 qu'en 1946.
En 1951, cependant, profitant du succès de Ribeyre, qui a l'investiture du CNI, et dont la liste rafle les quatre sièges de députés en jeu, Victor Plantevin est élu député.
A l'assemblée, il présente des textes traduisant les intérêts de ses électeurs, puisque portant sur les activités agricoles, et plus particulièrement la viticulture. Il intervient peu en séance, et ne se démarque pas des orientations des parlementaires de la droite conservatrice.
Placé en deuxième position sur la liste « union républicaine ardéchoise » de Ribeyre en 1951, il est réélu député.
Il est assez peu actif à l'assemblée, est souvent absent et formule plusieurs demandes de congé.
Battu aux législatives de 1958, il ne parvient pas à obtenir un siège de sénateur l'année suivante. En 1962, il se présente comme suppléant de l'ancien député Joseph Allauzen, qui n'est pas élu.
Après cette date, il se consacre à ses mandats locaux : il reste conseiller général jusqu'en 1976,  maire de Burzet jusqu'en 1982, un an avant sa mort, à l'âge de 83 ans.
Son fils Luc avant épousée Claude, fille de l'ancien député de l'Ardèche Raoul Tracol.

## Détail des fonctions et des mandats
Mandats parlementaires
- 17 juin 1951 - 1er décembre 1955 : Député de l'Ardèche
- 2 janvier 1956 - 8 décembre 1958 : Député de l'Ardèche